# Érick Gutiérrez
Érick Gabriel Gutiérrez Galaviz (Los Mochis, Sinaloa, 15 de junio de 1995) es un futbolista mexicano. Juega como centrocampista y su equipo es el Club Deportivo Guadalajara de la Primera División de México.

## Trayectoria

### Pachuca
Lo hizo debutar Enrique Meza el 26 de octubre de 2013 en el Apertura 2013, en un partido celebrado en el Estadio Hidalgo entre el Pachuca y el Cruz Azul. Érick Gutiérrez fue titular y disputó 69 minutos de dicho encuentro. Hizo 10 apariciones más, incluyendo 4 aperturas más esa temporada. Fue titular al comienzo de la temporada 2014-15 de la Liga MX bajo la dirección de Luis Fernando Tena. Gutiérrez anotó su primer gol en la Liga MX el 7 de febrero de 2015 en un empate 1–1 en casa contra el Toluca. En abril de 2016, a la edad de 20 años, Gutiérrez fue asignado como el capitán del Pachuca después de solo 70 partidos de liga. Al final del Clausura 2016, fue incluido en el XI Ideal del torneo. Después de 3 años jugando para Club de Fútbol Pachuca consiguió el campeonato en el Clausura 2016.
En su estancia en el club, acumuló 144 apariciones en liga.

### PSV Eindhoven
El 29 de agosto de 2018, Gutiérrez fichó por PSV Eindhoven en un contrato de cinco años, uniéndose a su compañero de selección nacional Hirving Lozano. Le dieron la camiseta número 25. El 15 de septiembre, hizo su debut con el PSV contra el ADO La Haya; a los cinco minutos de haber sido sustituido, Gutiérrez ayudó en el gol de Lozano y se anotó en su victoria por 7-0. Tres días después, hizo su debut en la Liga de Campeones de la UEFA contra el Barcelona, sustituyendo en el minuto 82 a Pablo Rosario en la derrota por 4-0 del PSV. El 30 de octubre marcó su primer gol en la Copa de los Países Bajos durante el partido de la segunda ronda contra el RKC Waalwijk, anotando en el primer minuto del juego, aunque el PSV acabaría perdiendo 3-2.
La siguiente temporada le entregaron la camiseta número 15. En septiembre sufrió una lesión en la mano mientras entrenaba con la selección mexicana y regresó en un partido contra el PEC Zwolle, sustituyendo y anotando el cuarto gol de la victoria por 4-0.
En la temporada 2021-22 logró sus primeros títulos con el club. En el arranque del curso ganó la Supercopa y después la Copa, en ambos casos derrotando al Ajax de Ámsterdam. En la final de la Copa marcó el gol del empate antes de que su compañero Cody Gakpo anotara el tanto del triunfo.
El sinaloense Érick Gutiérrez se consagró campeón de la Copa de los Países Bajos con el PSV al vencer en penales al Ajax de Ámsterdam de, los también mexicanos, Edson Álvarez y Jorge Sánchez Ramos en una final disputada el 1 de mayo de 2023. Gutiérrez ingresó al terreno de juego en el minuto 98 como suplente y contribuyó a la conquista del segundo título consecutivo de la Copa para su equipo. El partido se definió en una tanda de penales donde el PSV estuvo más acertado que el Ajax.

### Club Deportivo Guadalajara
En julio de 2023 se anunció su traspaso a las Chivas del Guadalajara. El mediocampista firmó un contrato por tres años con el club y se convirtió en uno de los jugadores mejor pagados. Según informes, Gutiérrez recibirá un salario anual de 1,2 millones de dólares, ubicándose como el tercer jugador con el sueldo más alto en Chivas, solo por debajo de Alexis Vega y Brizuela.

## Selección nacional

### Sub-20
El 25 de diciembre de 2014, Gutiérrez fue incluido en la lista definitiva de los 20 jugadores qué jugaron el Campeonato Sub-20 de la Concacaf de 2015, con sede en Jamaica.
Debutó el 10 de enero de 2015 en el Campeonato sub-20 2015 jugando los 90' minutos en la victoria 9-1 ante Cuba.

#### Mundial sub-20
El 8 de mayo de 2015, fue uno de los 21 convocados por el técnico Sergio Almaguer para jugar el Mundial sub-20 de 2015, con sede en Nueva Zelanda.
Debutó el 31 de mayo de 2015 en el Mundial sub-20 2015 jugando los 90' minutos en la derrota 2-0 ante Malí.

### Sub-22
Preolímpico Concacaf 2015
El 25 de agosto de 2015 Gutiérrez fue convocado por Raúl Gutiérrez para representar a la sub-22 en el Preolímpico de 2015.
El 2 de octubre del 2015, debutó en el Preolímpico de 2015 saliendo al minuto 65 por Érick Aguirre en la victoria 4-0 ante Costa Rica.

### Sub-23

#### Juegos Olímpicos

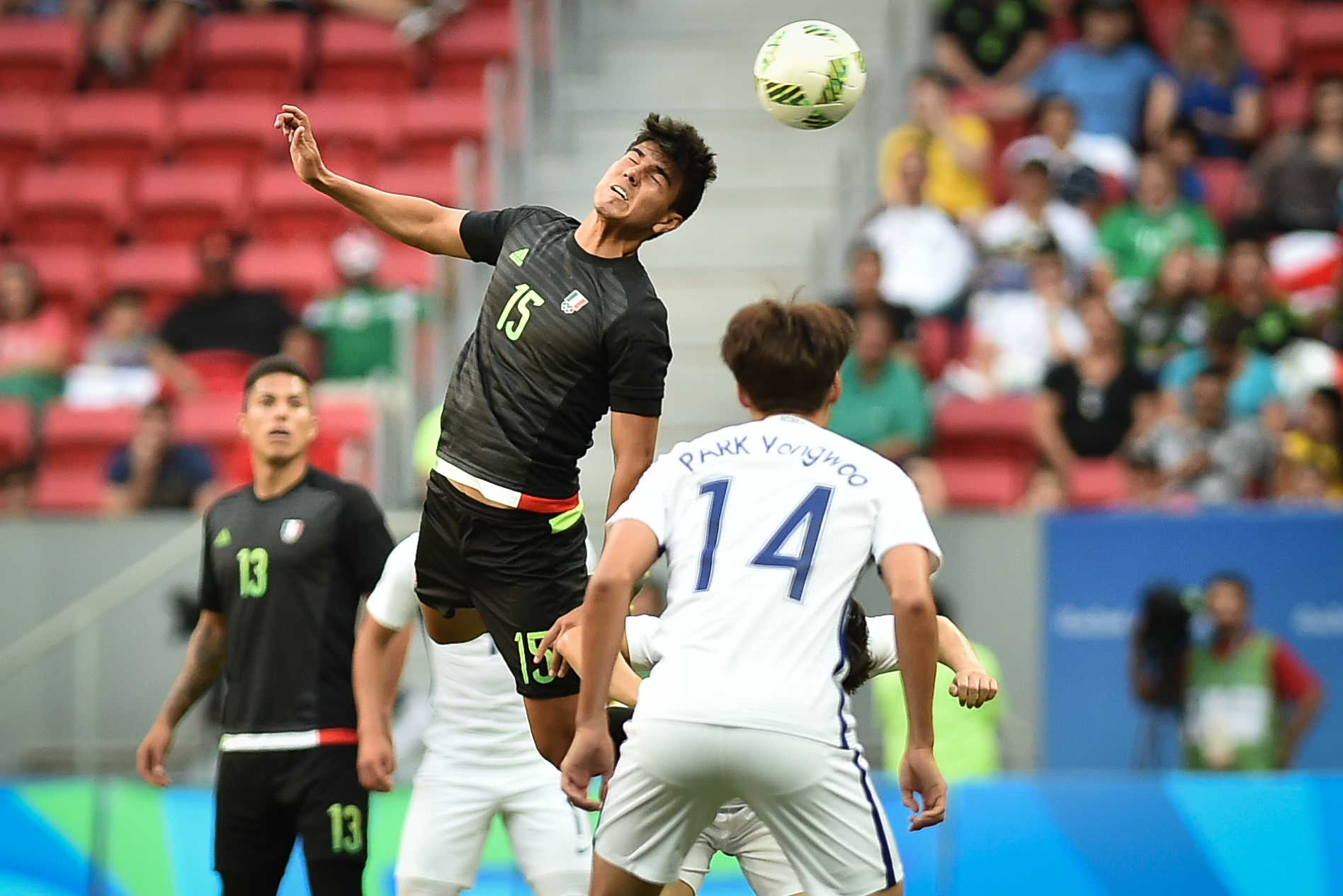
Érick Gutiérrez jugando con la selección olímpica mexicana ante en los Juegos Olímpicos 2016.

El 7 de junio de 2016, Érick Gutiérrez fue incluido en la lista preliminar de los 23 futbolistas que disputaron los Juegos Olímpicos de Río 2016, con sede en Brasil.
El 8 de julio de 2016, Guti fue incluido en la lista final de los 18 futbolistas que disputaron los Juegos Olímpicos Río 2016 con sede en Brasil.
El 4 de agosto de 2016; Érick Gutiérrez debutó en los Juegos Olímpicos 2016 jugando los 90' minutos en el empate 2-2 ante Alemania.
El 7 de agosto del 2016; Erick Gutiérrez marcó su primera cuarteta de goles en los Juegos Olímpicos 2016 jugando los 90' minutos en la victoria 4-1 ante Fiyi.

### Selección mexicana
Primeras convocatorias (2016)
El 4 de febrero de 2016, Érick Gutiérrez fue convocado por el técnico de la selección mexicana Juan Carlos Osorio para el partido amistoso ante Senegal.
El 29 de septiembre de 2016, Érick Gutiérrez obtuvo su segunda convocatoria por el técnico de la selección mexicana Juan Carlos Osorio para los partidos amistosos ante Nueva Zelanda y Panamá.
El 11 de octubre de 2016, Érick Gutiérrez debutó con la selección mexicana jugando 61' minutos y saliendo de cambio por Jesús Gallardo en la victoria 2-0 ante Panamá.
Fue convocado para jugar la Copa Mundial de Fútbol de 2018 disputada en Rusia. No jugó ningún partido. México fue eliminada en los octavos de final.
| Selección          | País   | PJ | Goles | Periodo       |
| ------------------ | ------ | -- | ----- | ------------- |
| Selección Mexicana | México | 36 | 1     | 2016-presente |

#### Partidos internacionales
| #   | Fecha                   | Estadio                                                     | Local  | Rtdo. | Visitante   | Competición   | Sust. |
| --- | ----------------------- | ----------------------------------------------------------- | ------ | ----- | ----------- | ------------- | ----- |
| 1.  | 11 de octubre de 2016   | Toyota Park, Bridgeview, Estados Unidos                     | México | 1–0   | Panamá      | Amistoso      | 61'   |
| 2.  | 27 de mayo de 2017      | Los Angeles Memorial Coliseum, Los Ángeles, Estados Unidos  | México | 1-2   | Croacia     | Amistoso      | 46'   |
| 3.  | 28 de junio de 2017     | NRG Stadium, Houston, Texas, Estados Unidos                 | México | 1-0   | Ghana       | Amistoso      | 60'   |
| 4.  | 1 de julio de 2017      | CenturyLink Field, Seattle, Washington, Estados Unidos      | México | 2-1   | Paraguay    | Amistoso      | 60'   |
| 5.  | 9 de julio de 2017      | Qualcomm Stadium, San Diego, Estados Unidos                 | México | 3-1   | El Salvador | Copa Oro 2017 | 70'   |
| 6.  | 13 de julio de 2017     | Sports Authority Field at Mile High, Denver, Estados Unidos | México | 0-0   | Jamaica     | Copa Oro 2017 | 75'   |
| 7.  | 16 de julio de 2017     | Alamodome, San Antonio, Texas, Estados Unidos               | México | 2-0   | Curazao     | Copa Oro 2017 | 90'   |
| 8.  | 23 de julio de 2017     | Rose Bowl, Pasadena, California, Estados Unidos             | México | 0-1   | Jamaica     | Copa Oro 2017 | 59'   |
| 9.  | 28 de mayo de 2018      | Rose Bowl, Pasadena, California, Estados Unidos             | México | 0-0   | Gales       | Amistoso      | 74'   |
| 10. | 7 de septiembre de 2018 | Estadio NRG, Houston, Texas, Estados Unidos                 | México | 1-4   | Uruguay     | Amistoso      | 60'   |

### Participaciones en selección nacional
| Copa                                | Categoría                           | Sede                                | Resultado                           | Partidos | Goles |
| ----------------------------------- | ----------------------------------- | ----------------------------------- | ----------------------------------- | -------- | ----- |
| Campeonato sub-20 2015              | Sub-20                              | Jamaica                             | Campeón                             | 4        | 0     |
| Mundial Sub-20 de 2015              | Sub-20                              | Nueva Zelanda                       | Primera fase                        | 3        | 0     |
| Preolímpico Concacaf 2015           | Sub-22                              | Estados Unidos                      | Campeón                             | 4        | 0     |
| Juegos Olímpicos 2016               | Selección Olímpica                  | Río                                 | Primera fase                        | 3        | 4     |
| Copa Oro 2017                       | Absoluta                            | Estados Unidos                      | Tercer Lugar                        | 4        | 0     |
| Copa Mundial FIFA 2018              | Absoluta                            | Rusia                               | Octavos de final                    | 0        | 0     |
| Copa de Oro de la Concacaf 2019     | Absoluta                            | Estados Unidos                      | Campeón                             | 1        | 0     |
| Copa Mundial de Fútbol de 2022      | Absoluta                            | Catar                               | Primera Fase                        | 1        | 0     |
| Total parcial en selección nacional | Total parcial en selección nacional | Total parcial en selección nacional | Total parcial en selección nacional | 19       | 4     |

Resumen según posiciones obtenidas:
| Posiciones  | Detalle                                             |
| ----------- | --------------------------------------------------- |
| 1.er Puesto | Campeonato Sub-20 de 2015 Preolímpico Concacaf 2015 |
| 9.º Puesto  | Juegos Olímpicos 2016                               |
| 17.º Puesto | Mundial Sub-20 de 2015                              |

## Estadísticas

### Clubes
Actualizado al último partido disputado el 21 de noviembre de 2024.
| Club                         | Div.          | Temporada     | Liga  | Liga  | Liga   | Copas nacionales | Copas nacionales | Copas nacionales | Copas internacionales | Copas internacionales | Copas internacionales | Total | Total | Total  |
| Club                         | Div.          | Temporada     | Part. | Goles | Asist. | Part.            | Goles            | Asist.           | Part.                 | Goles                 | Asist.                | Part. | Goles | Asist. |
| ---------------------------- | ------------- | ------------- | ----- | ----- | ------ | ---------------- | ---------------- | ---------------- | --------------------- | --------------------- | --------------------- | ----- | ----- | ------ |
| C. F. Pachuca · México       | 1.ª           | 2013-14       | 11    | 0     | 0      | 7                | 0                | 0                | —                     | —                     | —                     | 18    | 0     | 0      |
| C. F. Pachuca · México       | 1.ª           | 2014-15       | 34    | 6     | 3      | 0                | 0                | 0                | 6                     | 3                     | 1                     | 40    | 9     | 4      |
| C. F. Pachuca · México       | 1.ª           | 2015-16       | 34    | 3     | 10     | 8                | 0                | 2                | —                     | —                     | —                     | 42    | 3     | 12     |
| C. F. Pachuca · México       | 1.ª           | 2016-17       | 29    | 1     | 4      | 0                | 0                | 0                | 8                     | 2                     | 2                     | 37    | 3     | 6      |
| C. F. Pachuca · México       | 1.ª           | 2017-18       | 30    | 5     | 4      | 3                | 1                | 0                | 0                     | 0                     | 0                     | 32    | 6     | 4      |
| C. F. Pachuca · México       | 1.ª           | 2018-19       | 6     | 2     | 0      | 2                | 0                | 0                | —                     | —                     | —                     | 8     | 2     | 0      |
| C. F. Pachuca · México       | Total club    | Total club    | 138   | 17    | 19     | 17               | 1                | 4                | 14                    | 5                     | 3                     | 169   | 23    | 26     |
| PSV Eindhoven · Países Bajos | 1.ª           | 2018-19       | 16    | 3     | 4      | 2                | 1                | 0                | 4                     | 0                     | 0                     | 22    | 4     | 4      |
| PSV Eindhoven · Países Bajos | 1.ª           | 2019-20       | 15    | 1     | 0      | 1                | 0                | 0                | 10                    | 0                     | 0                     | 26    | 1     | 0      |
| PSV Eindhoven · Países Bajos | 1.ª           | 2020-21       | 8     | 0     | 0      | 1                | 0                | 0                | 1                     | 0                     | 0                     | 10    | 0     | 0      |
| PSV Eindhoven · Países Bajos | 1.ª           | 2021-22       | 25    | 1     | 2      | 5                | 1                | 0                | 9                     | 0                     | 1                     | 39    | 2     | 3      |
| PSV Eindhoven · Países Bajos | 1.ª           | 2022-23       | 30    | 2     | 2      | 5                | 1                | 1                | 9                     | 2                     | 0                     | 44    | 5     | 3      |
| PSV Eindhoven · Países Bajos | Total club    | Total club    | 94    | 7     | 8      | 14               | 3                | 1                | 33                    | 1                     | 2                     | 141   | 12    | 10     |
| C. D. Guadalajara · México   | 1.ª           | 2023-24       | 34    | 3     | 1      | —                | —                | —                | 5                     | 1                     | 0                     | 39    | 4     | 1      |
| C. D. Guadalajara · México   | 1.ª           | 2024-25       | 16    | 0     | 1      | —                | —                | —                | 2                     | 0                     | 0                     | 18    | 0     | 1      |
| C. D. Guadalajara · México   | Total club    | Total club    | 50    | 3     | 2      | 0                | 0                | 0                | 7                     | 1                     | 0                     | 57    | 4     | 2      |
| Total carrera                | Total carrera | Total carrera | 282   | 27    | 29     | 31               | 4                | 5                | 54                    | 8                     | 4                     | 367   | 39    | 38     |

## Palmarés

### Títulos nacionales
| Título                        | Club          | País         | Año     |
| ----------------------------- | ------------- | ------------ | ------- |
| Liga MX                       | C. F. Pachuca | México       | 2016    |
| Supercopa de los Países Bajos | PSV Eindhoven | Países Bajos | 2021    |
| Copa de los Países Bajos      | PSV Eindhoven | Países Bajos | 2021-22 |
| Supercopa de los Países Bajos | PSV Eindhoven | Países Bajos | 2022    |
| Copa de los Países Bajos      | PSV Eindhoven | Países Bajos | 2022-23 |

### Títulos internacionales
| Título                     | Club (*)            | Sede           | Año  |
| -------------------------- | ------------------- | -------------- | ---- |
| Liga de Campeones          | C. F. Pachuca       | México         | 2017 |
| Copa de Oro de la Concacaf | Selección de México | Estados Unidos | 2019 |

(*) Incluyendo la selección.

### Distinciones individuales
| Distinción                             | Año  |
| -------------------------------------- | ---- |
| Once Ideal de la Liga MX Clausura 2016 | 2016 |